# Hôtel Boyer d'Éguilles
L'hôtel Boyer d'Éguilles est un hôtel particulier situé au n° 6 de la rue Espariat, à Aix-en-Provence (France).
Cet édifice est classé au titre de monument historique : l'hôtel, l'enclos, le sol des deux cours et la toiture sont classés depuis 1988.

## Historique
La construction du bâtiment fut échelonnée sur plusieurs années depuis le premier quart du XVIIe siècle. La construction d'un nouvel hôtel est entreprise par Madeleine de Forbin d'Oppède, veuve depuis 1659, de Vincent  Boyer d'Éguilles, conseiller au parlement d'Aix.
Des travaux de rénovation du corps central de l'hôtel furent commandités par l'aristocrate aixois Jean-Baptiste de Boyer d'Éguilles, fils du conseiller parlementaire Vincent de Boyer, entre 1672 et 1675 à l'architecte et entrepreneur aixois Louis Jaubert qui avait terminé la construction du château d'Éguilles. Jean-Baptiste Boyer d'Éguilles, à l'inverse des hôtels italianisants des parlementaires construits dans le quartier Mazarin, a choisi un plan traditionnel d'hôtel en U avec le bâtiment principal construit au fond de la cour d'honneur. Le corps principal présente une façade à cinq travées égales avec une élévation à ordre colossal insolite. Cette façade originale a longtemps été attribuée à Pierre Puget. Les deux ailes en retour présente un décor de façade identique mais inachevé au XVIIe siècle.
La conception du décor intérieur de l'hôtel est due à Jean-Baptiste Boyer d'Éguilles. À l'origine, l'entrée dans le corps principal de l'hôtel se faisait par la deuxième travée côté gauche, face à l'escalier. Ce dernier, d'une conception hardie a été tracé avec une volée semi-ovale. La rampe de fer forgée a été réalisée en 1678 par le ferronnier Pierre Cachou. Le premier étage est occupé par trois chambres dont les plafonds sont écorés de peintures réalisées dans les années 1680. Au centre, la chambre de parade, donnant sur la cour d'honneur, décorée en 1682. Le décor du grand salon du rez-de-chaussée a disparu. Le plafond avait été peint par le peintre aixois Sébastien Barras (1653-1703). Jean-Baptiste Boyer d'Éguilles l'avait envoyé à Rome pour s'inspirer du décor du palais Barberini réalisé par Pierre de Cortone. À son retour de Rome, il a réalisé le Triomphe de la divine Providence ou la Vertu triomphant des Vices. Ce salon était le lieu d'exposition de la collection des tableaux de maîtres de Jean-Baptiste Boyer d'Éguilles : Raphaël, Titien, Véronèse, Tintoret, Parmesan, Corrège, Carrache, Rubens. Ces peintures ont été reproduites par le graveur en taille-douce Jacques Coelemans (1654-1735) et en manière noire par Sébastien Barras et présentées dans un ouvrage paru d'abord en 1709, puis en 1744 chez Pierre-Jean Mariette.
Son fils Pierre-Jean de Boyer d'Éguilles a eu trois fils, dont deux ont eu une certaine notoriété : Jean-Baptiste Boyer d'Argens et Alexandre Jean-Baptiste de Boyer. Ce dernier ayant défendu les jésuites en 1763 a été banni du royaume à perpétuité, peine qui a été commuée en 1768 en bannissement d'Aix-en-Provence pendant dix ans. L'hôtel est resté vide pendant cette période.
Des rénovations ultérieures sont effectuées en 1715 et 1750, en particulier le portail central. Un appareillage de blocage de moellons recouvert de crépi a été réalisé au XIXe siècle au-dessus des ailes en retour inachevées.
L'hôtel est vendu au début du XXe siècle à l'industriel Auguier qui l'a transformé en fabrique de pâtes. Les vapeurs d'eau des bacs à vermicelle implantées au rez-de-chaussée ont fait disparaître le décor du salon d'apparat.
En 1936, l'hôtel est acheté par l'Union des sociétés mutualistes aixoises. L'hôtel, classé au titre des monuments historiques le 5 novembre 1936, est restauré par le Service des monuments historiques. On y installe le Muséum d'histoire naturelle d'Aix-en-Provence en 1950 où il reste jusqu'en 2014.
En 2010, l'hôtel Boyer d'Éguilles a été cédé par une assurance à un groupe immobilier.

Celui-ci effectue depuis une rénovation de l'ensemble qui y installe progressivement jusqu'en 2020 des boutiques de prêt-à-porter, une boutique de cosmétique bio et un café littéraire.